# Дмитрий Мануилски
Дмѝтрий Заха̀рович Мануѝлски (на руски: Дмитрий Захарович Мануильский; на украински: Дмитро Захарович Мануїльський) е украински политик от Комунистическата партия на Съветския съюз.

## Биография
Дмитрий Мануилски е роден на 3 октомври (21 септември стар стил) 1883 година в село Святец, Волинска губерния, в семейството на свещеник. Постъпва в Санктпетербургския университет, но за участието си в Руската революция през 1906 година е осъден на заточение, от 1910 година живее е политически бежанец във Франция, където завършва право в Парижкия университет. Връща се в Русия през 1917 година и се присъединява към болшевиките.
През 1920 година е министър на земеделието на Украйна, а през следващата година оглавява Комунистическата партия (болшевики) на Украйна. През 1923 година е прехвърлен в Коминтерна, като от 1928 година до края на съществуването му е секретар на неговия Изпълнителен комитет, смятан за най-довереното лице на диктатора Йосиф Сталин в ръководството на организацията. През 1944 година става вицепремиер и външен министър на Украинската съветска социалистическа република и участва активно в работата на новосъздадената Организация на обединените нации. След смъртта на Сталин е отстранен от политическите си постове.
Дмитрий Мануилски умира на 22 февруари 1959 година в Киев.